# Вільфранш (Йонна)
Вільфра́нш (фр. Villefranche) — колишній муніципалітет у Франції, у регіоні Бургундія-Франш-Конте, департамент Йонна. Населення — 627 осіб (2011).
Муніципалітет був розташований на відстані близько 120 км на південний схід від Парижа, 160 км на північний захід від Діжона, 37 км на північний захід від Осера.

## Історія
1 січня 2016 року Вільфранш, Шамбегль, Шарні, Шен-Арну, Шевійон, Дісі, Фонтенуй, Граншам, Малікорн, Марше-Бетон, Перре, Прюнуа, Сен-Дені-сюр-Уанн i Сен-Мартен-сюр-Уанн було об'єднано в новий муніципалітет Шарні-Оре-де-Пюїзе.

## Демографія
Динаміка населення (INSEE ):
Розподіл населення за віком та статтю (2006):
| Стать | Всього | До 15 років | 15-24 | 25-44 | 45-64 | 65-85 | Понад 85 |
| --- | ------ | ----------- | ----- | ----- | ----- | ----- | -------- |
| Чоловіки | 306    | 40          | 32    | 67    | 103   | 60    | 4        |
| Жінки | 281    | 47          | 12    | 56    | 98    | 60    | 8        |
| \| Статево-вікова піраміда \| Статево-вікова піраміда \| Статево-вікова піраміда \| \| ----------------------- \| ----------------------- \| ----------------------- \| \| Чоловіки \| Вік \| Жінки \| \| 4 \| 85 + \| 8 \| \| 8 \| 80-84 \| 20 \| \| 20 \| 75-79 \| 16 \| \| 16 \| 70-74 \| 16 \| \| 16 \| 65-69 \| 8 \| \| 39 \| 60-64 \| 8 \| \| 20 \| 55-59 \| 35 \| \| 24 \| 50-54 \| 31 \| \| 20 \| 45-49 \| 24 \| \| 27 \| 40-44 \| 12 \| \| 16 \| 35-39 \| 16 \| \| 12 \| 30-34 \| 16 \| \| 12 \| 25-29 \| 12 \| \| 12 \| 20-24 \| 4 \| \| 20 \| 15-20 \| 8 \| \| 12 \| 10-14 \| 27 \| \| 8 \| 5-9 \| 12 \| \| 20 \| 0-4 \| 8 \| |        |             |       |       |       |       |          |
| Статево-вікова піраміда |        |             |       |       |       |       |          |
| Чоловіки | Вік    | Жінки       |       |       |       |       |          |
| 4 | 85 +   | 8           |       |       |       |       |          |
| 8 | 80-84  | 20          |       |       |       |       |          |
| 20 | 75-79  | 16          |       |       |       |       |          |
| 16 | 70-74  | 16          |       |       |       |       |          |
| 16 | 65-69  | 8           |       |       |       |       |          |
| 39 | 60-64  | 8           |       |       |       |       |          |
| 20 | 55-59  | 35          |       |       |       |       |          |
| 24 | 50-54  | 31          |       |       |       |       |          |
| 20 | 45-49  | 24          |       |       |       |       |          |
| 27 | 40-44  | 12          |       |       |       |       |          |
| 16 | 35-39  | 16          |       |       |       |       |          |
| 12 | 30-34  | 16          |       |       |       |       |          |
| 12 | 25-29  | 12          |       |       |       |       |          |
| 12 | 20-24  | 4           |       |       |       |       |          |
| 20 | 15-20  | 8           |       |       |       |       |          |
| 12 | 10-14  | 27          |       |       |       |       |          |
| 8 | 5-9    | 12          |       |       |       |       |          |
| 20 | 0-4    | 8           |       |       |       |       |          |

## Економіка
2010 року серед 377 осіб працездатного віку (15—64 років) 260 були активними, 117 — неактивними (показник активності 69,0%, у 1999 році було 65,2%). З 260 активних мешканців працювало 225 осіб (125 чоловіків та 100 жінок), безробітними було 35 (11 чоловіків та 24 жінки). Серед 117 неактивних 23 особи були учнями чи студентами, 56 — пенсіонерами, 38 були неактивними з інших причин.

У 2010 році в муніципалітеті числилось 285 оподаткованих домогосподарств, у яких проживали 645,0 особи, медіана доходів виносила 17 379 євро на одного особоспоживача